# Марек Краєвський
Марек Краєвський  (пол. Marek Krajewski, 4 вересня 1966, Вроцлав, Польща) — польський письменник, філолог-класик. В.о. консула Польщі у Львові (1994—1995).

## Біографія
Родина Марека Краєвського походить з Львівщини. Мати його народилась у Стрільчиськах (тепер — Стрілецьке) біля Мостиськ. У 1981-1985 роках навчався в Ліцеї № 9 ім. Юліуша Словацького у Вроцлаві. У 1985-1991 студіював класичну філологію у Вроцлавському університеті. У 1999 році захистив докторську дисертацію. Працював викладачем у Вроцлавському університеті.У 2007 році Марек Краєвський кардинально змінів своє життя. Він лишив викладацьку і наукову діяльністю, щоб стати професійним письменником.  Книжки Краєвського перекладено на 18 мов.

## Українські видання
- Кінець світу в Бреслау (Київ: Факт, 2007), переклала Божена Антоняк
- Смерть у Бреслау (Київ: Нора-друк, 2009), переклала Божена Антоняк
- Голова Мінотавра (Львів: ЛА Піраміда, 2009), переклала Божена Антоняк
- Еринії (Львів: Урбіно, 2010), переклала Божена Антоняк
- Привиди в місті Бреслау (Львів: Урбіно, 2010), переклала Божена Антоняк
- Числа Харона (Львів: Урбіно, 2011), переклала Божена Антоняк
- Голова Мінотавра (Львів: Урбіно, 2020), переклала Божена Антоняк

## Нагороди
- Премія Паспорт «Політики» (2005)
- Нагорода книгарні «Вітрина» за найкращу книгу 2005 року
- За вклад у промоцію міста був обраний послом міста Вроцлав (2008)
- Відзнака «Золотий герб міста Львова» (2011)

## Інтерв'ю
- Марек Краєвський: «Головне в моїй творчості — дух міста. Брудного, стомленого, але прекрасного» («Львівська газета», 3 жовтня 2007)
- «Марек Краевский — автор детективов» [Архівовано 5 січня 2010 у Wayback Machine.] («Профиль», 8 жовтня 2008)
- Марек Краєвський: «Я не п'яниця і не б'ю свою дружину» («Друг читача», 11 жовтня 2007)
- «Для поляків це несподіванка. Марек Краєвскі, польський письменник, про львівський детектив, полювання на авторів і роль читацьких захцянок»[недоступне посилання з квітня 2019] («Львівська Пошта», 25 жовтня 2008)
- Марек Краєвський: «Своє письменництво сприймаю як звичайну роботу» («Львівська газета», 16 вересня 2009)
- Марек Краєвський: аудіо-запис презентації у Львові[недоступне посилання з квітня 2019] («kabi.net», 18 вересня 2009)
- Марек Краєвський: «Мої, іноді драстичні й брутальні, книжки полюбляють читати жінки» («Sumno.com», 25 вересня 2009)
- Марек Краєвський: «Книгу про Львів писав, ходячи підворітнями» («Zaxid.net», 28 вересня 2009)
- Марек Краєвський: «Якщо мене читають у метро — це комплімент» [Архівовано 5 листопада 2018 у Wayback Machine.] («Високий Замок», 1 жовтня 2009")
- Марек Краєвський: «Мене читають, значить я існую» («ЛітАкцент», 11 січня 2010)
- «На ностальгійній хвилі» [Архівовано 23 листопада 2012 у Wayback Machine.] («Український тиждень», 20 серпня 2010)
- «Почему их читают, а нас — нет» [Архівовано 8 листопада 2012 у Wayback Machine.] («LB.ua», 27 вересня 2011)
- Марек Краєвський: «Як прикути себе до письмового столу» [Архівовано 1 жовтня 2011 у Wayback Machine.] («Українська правда», 30 вересня 2011)
- Марек Краєвський: «Я завжди мріяв стати професійним письменником» [Архівовано 8 липня 2012 у Wayback Machine.] («Молодий буковинець», 27 листопада 2011)

## Рецензії
- Лілія Хомишинець «Марек Краєвський запланував кінець світу» («Sumno.com», 21 грудня 2008)
- Вадим Арістов «Криваві старольвівські пригоди» [Архівовано 14 квітня 2014 у Wayback Machine.] («Друг читача», 2009)
- Тетяна Трофименко «Що доброго з Бреслау, або історичний детектив від Марека Краєвського» [Архівовано 6 березня 2011 у Wayback Machine.] («Буквоїд», 21 вересня 2009)
- Тетяна Трофименко «Марек Краєвський: із Бреслау до Львова»[недоступне посилання з квітня 2019] («Медіапорт», 2 жовтня 2009)
- Світлана Самохіна «Смерть у Бреслау»[недоступне посилання з квітня 2019] («Дзеркало тижня», 28 листопада 2009)
- Леся Боброва «Эберхард против Эраста» («Booknik.ru», 6 вересня 2010)
- Костянтин Родик «Пригоди Марека в країні У: Польський детектив як індикатор українського літпроцесу» [Архівовано 13 березня 2014 у Wayback Machine.] («Україна молода», 21 січня 2011)
- Андрій Кокотюха «Легенди, міфи та маніяки» [Архівовано 14 січня 2012 у Wayback Machine.] («Буквоїд», 04 квітня 2011)
- Леся Боброва «Кровавые числа» («booknik.ru», 10 жовтня 2011)
- Костянтин Родик «Про що ж насправді пише Краєвський?» [Архівовано 5 березня 2016 у Wayback Machine.] («Україна молода»)